# Georges Amigues
Pour les articles homonymes, voir Amigues et Japhet (homonymie).
Georges Amigues, né le 24 février 1856 à Paris et mort le 29 septembre 1921 à Enghien-les-Bains, est un militant bonapartiste ainsi qu'un peintre, dessinateur, illustrateur, affichiste et caricaturiste français, qui a signé la plupart de ses œuvres du pseudonyme « Japhet ».

## Biographie
Né le 24 février 1856 dans l'ancien 3e arrondissement de Paris, Georges-Julien-Auguste Amigues est le fils de Marie-Laure-Élina Amigues, née De Muller, et de Michel-Jules-Émile-Laurent Amigues, un homme de lettres qui deviendra une figure majeure du bonapartisme dans les années 1870. Georges et son frère Jacques partageront et poursuivront les combats de leur père en faveur de la dynastie napoléonienne et, en particulier, du prince Victor, érigé en prétendant au trône par les « victoriens » face aux « jérômistes »,.
Georges Amigues signe ses premiers dessins avant 1877 dans Le Droit du peuple, suivi en 1879 par Le Droit du peuple illustré, un hebdomadaire bonapartiste dont il est le rédacteur en chef et dont son père est un collaborateur important. Ces deux titres sont étroitement liés au Petit Caporal. Par la suite, Georges Amigues collabore à d'autres journaux satiriques bonapartistes, tels que La Jeune Garde et Le Pilori.
Il signe ses dessins du pseudonyme de « Japhet », clin d’œil à un grand caricaturiste de l'époque, Cham, dont le vrai nom est Amédée de Noé. En effet, dans la Genèse, Cham et Japhet sont deux des fils de Noé. D'autres dessinateurs, tels qu'Alexandre Jazet (1814-1897) et Charles de Frondat (1846-1903), ont eu la même idée, ce qui a entraîné des confusions dans les notices biographiques consacrées à ces artistes. Dans le catalogue de l'Exposition internationale de blanc et noir de 1885, Japhet est présenté comme « élève de Cham ».
Le 27 mars 1883, Georges Amigues, « artiste-peintre », épouse à Lisieux Hélène-Juliette-Théodorine Marais, la fille d'un fabricant de bonneterie bonapartiste. Ils divorceront en 1890, date à laquelle Georges a déjà eu plusieurs enfants avec une autre femme, Blanche-Eugénie-Gabrielle Lamothe, qu'il n'épousera qu'en 1914.
En 1888, Japhet illustre Le Nu au Salon d'Armand Silvestre. Reproduite dans Le Courrier français, la couverture de ce livre vaut à Amigues et à son éditeur-imprimeur d'être accusés d'outrage aux bonnes mœurs. Les deux hommes seront finalement acquittés en 1889. En 1891, un autre de ses dessins, publié dans La Vie parisienne, sera poursuivi pour le même motif et vaudra à l'artiste une peine de 100 francs d'amende avec sursis.
En octobre-novembre 1888, Amigues est le secrétaire général de l'Exposition internationale de blanc et noir.
Outre ses travaux de caricaturiste et d'illustrateur, Amigues est également connu pour avoir dessiné de nombreux costumes de scène ainsi que des affiches publicitaires. Il a également peint des éventails.
En 1904, une représentation est donnée à l'Athénée au profit d'Amigues, qu'une paralysie des bras et des doigts empêche de travailler.
En 1905, Georges Amigues dessine plus de 200 costumes pour le spectacle Engalley-le qui marque la réouverture de La Cigale. Il crée encore en 1907 les costumes de La Revue de la Femme, le nouveau spectacle du Moulin Rouge.
Georges Amigues meurt le 29 septembre 1921 à Enghien-les-Bains.
Il ne doit pas être confondu avec son homonyme, le journaliste sportif Georges Amigues (1875-1907).

Quelques œuvres signées Japhet
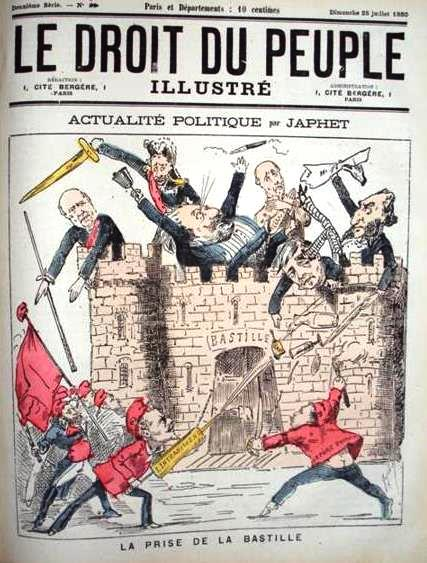
La Prise de la Bastille (Le Droit du peuple illustré, 25 juillet 1880).
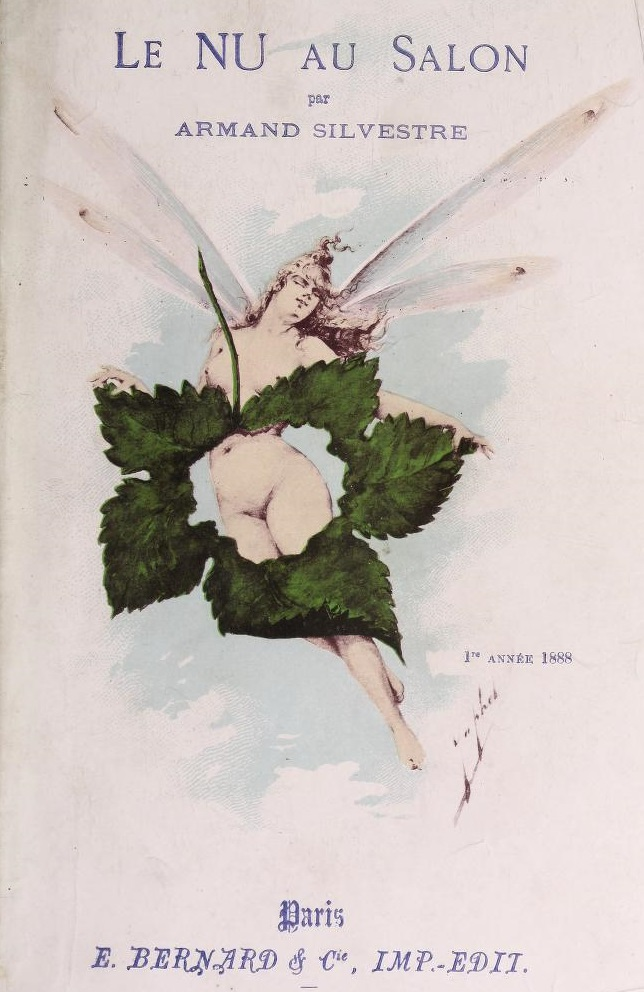
Couverture du Nu au Salon d'Armand Silvestre (1888).
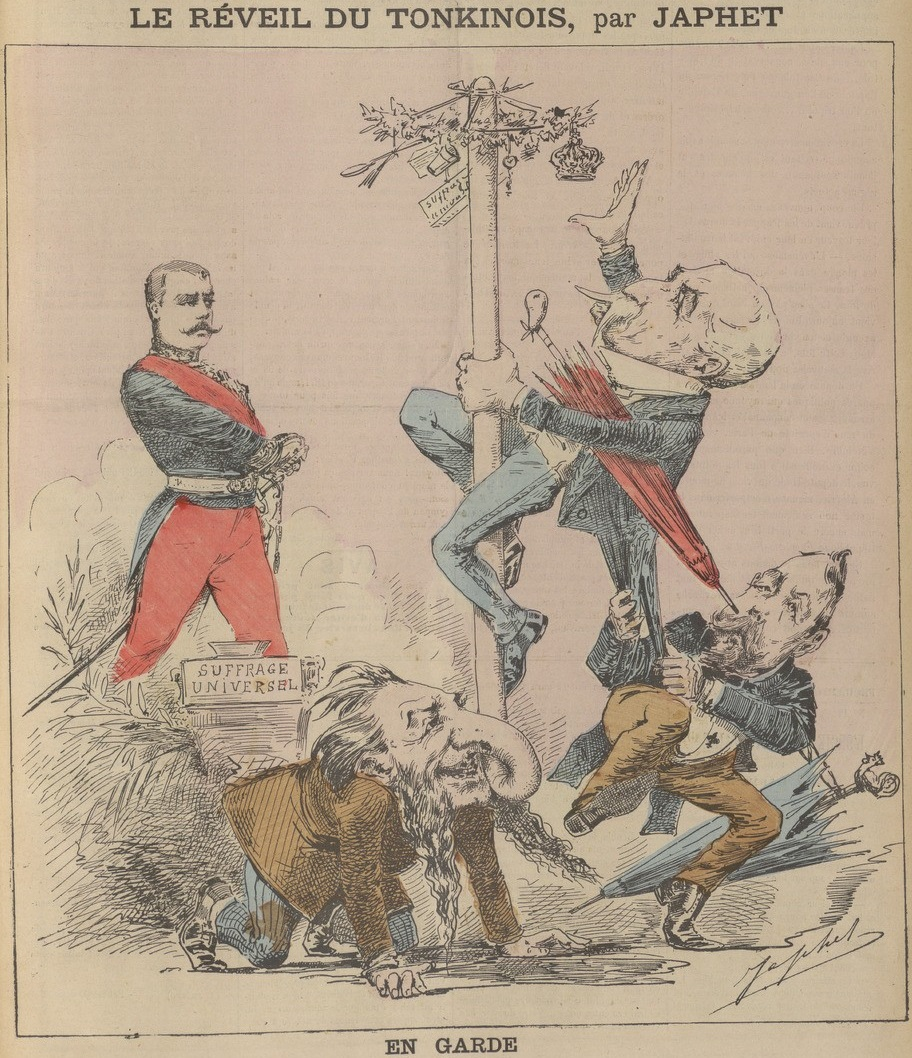
Le Réveil du Tonkinois (La Jeune Garde, 30 décembre 1888).
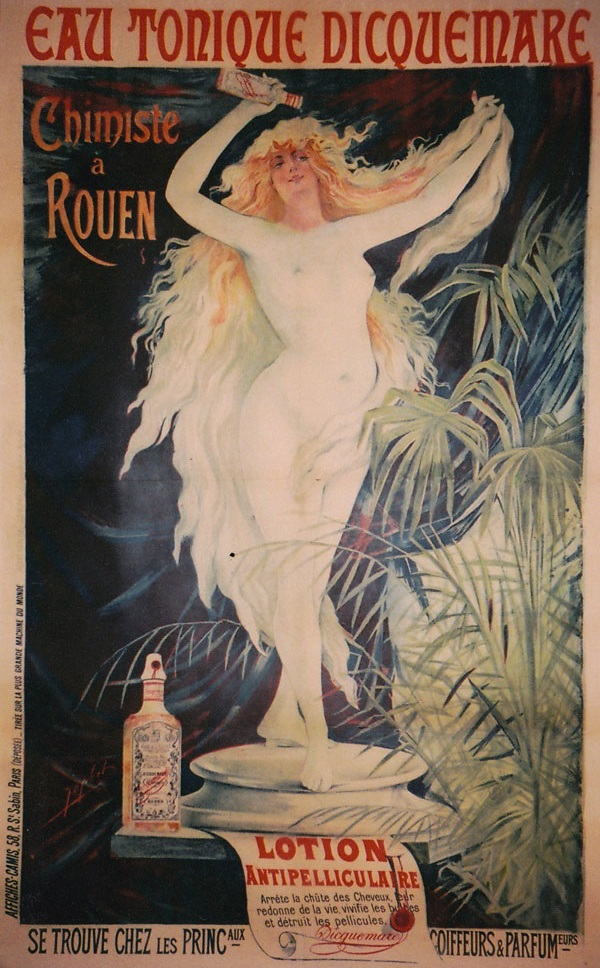
Affiche pour l'« Eau tonique Dicquemare » (vers 1891).
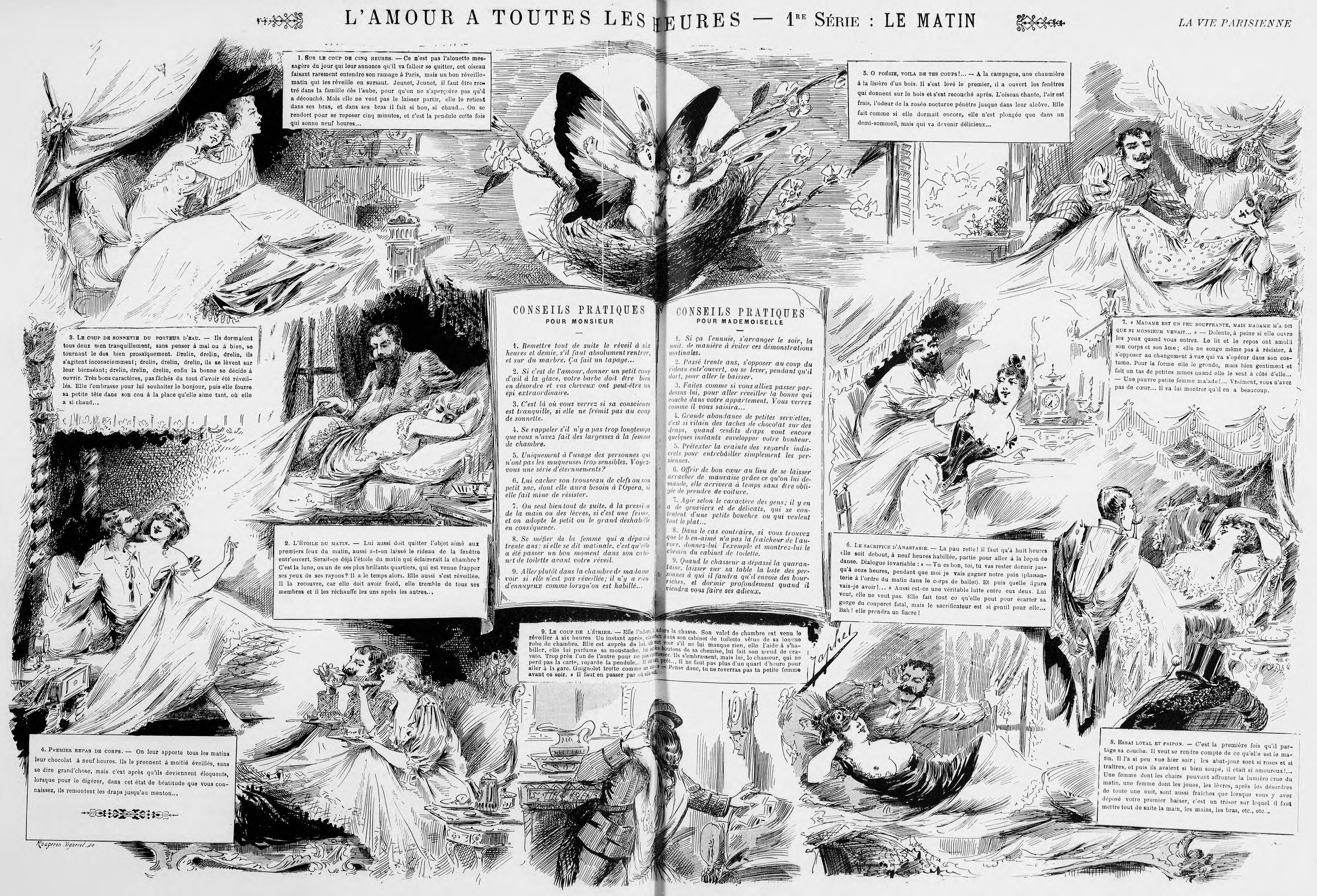
L'Amour à toutes les heures : le matin (La Vie parisienne, 18 avril 1891).
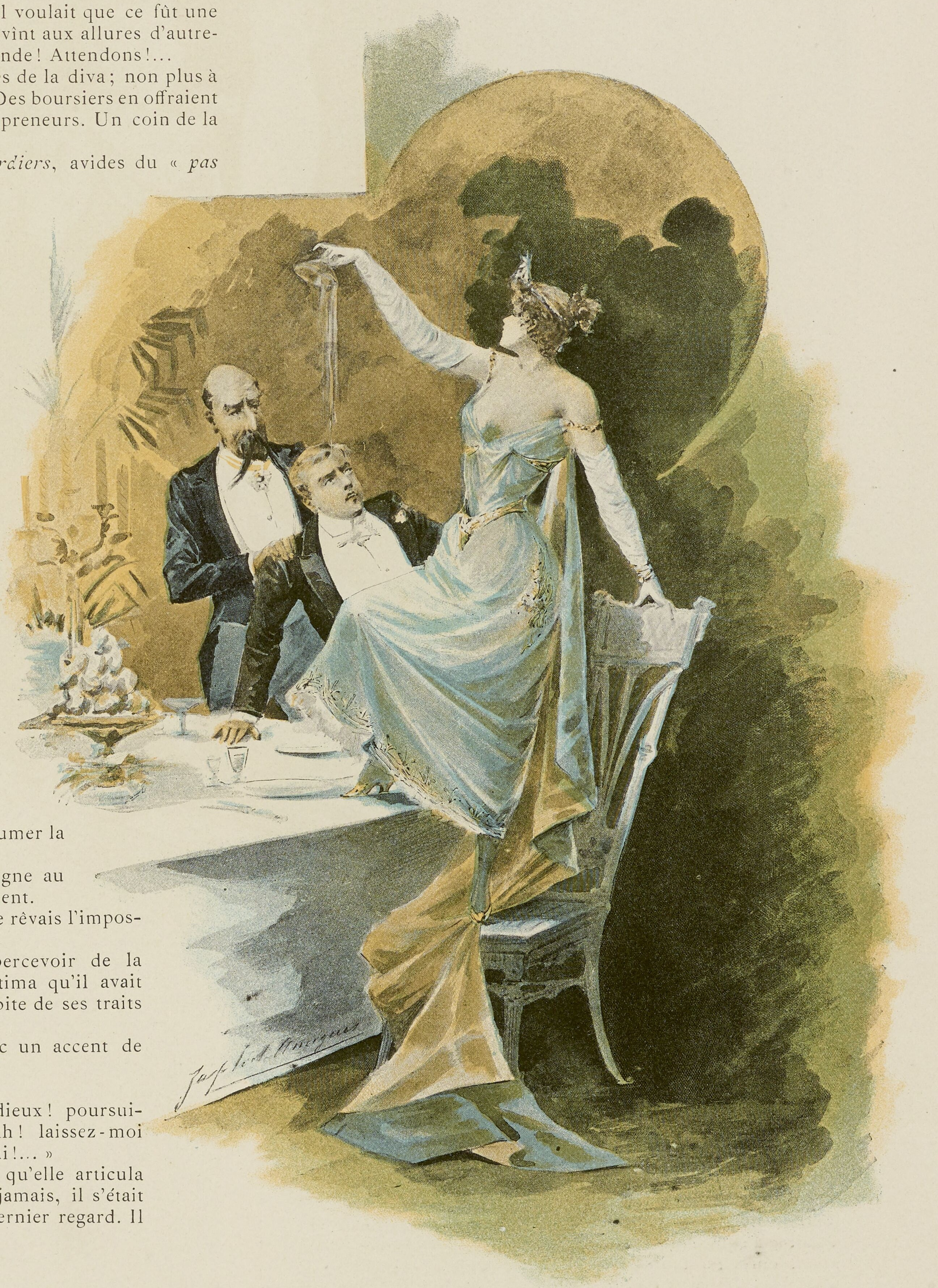
Illustration pour Mademoiselle Michu d'Édouard Cadol (Le Figaro illustré, septembre 1892).
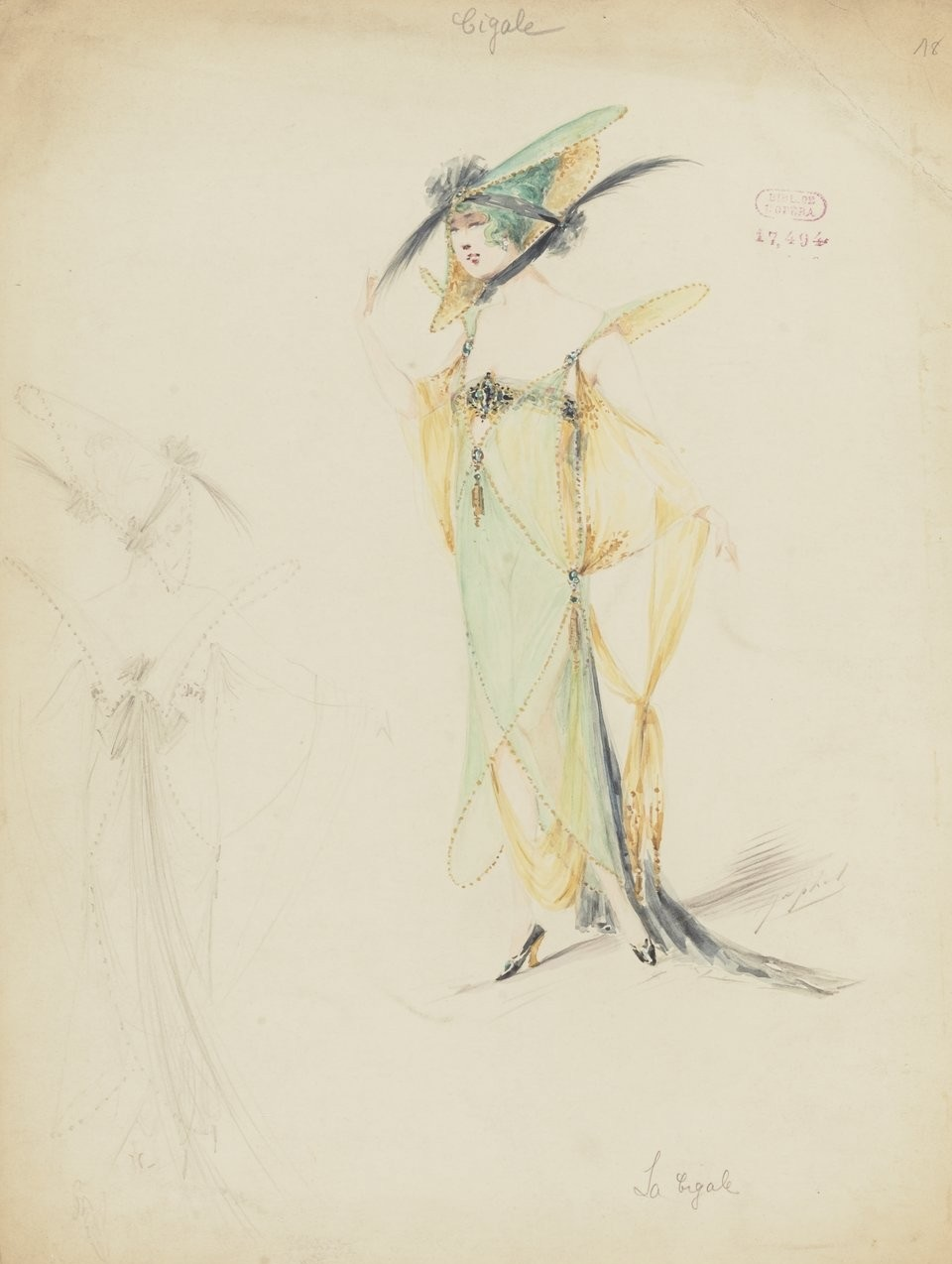
La Cigale, dessin pour un costume de théâtre (sans date).
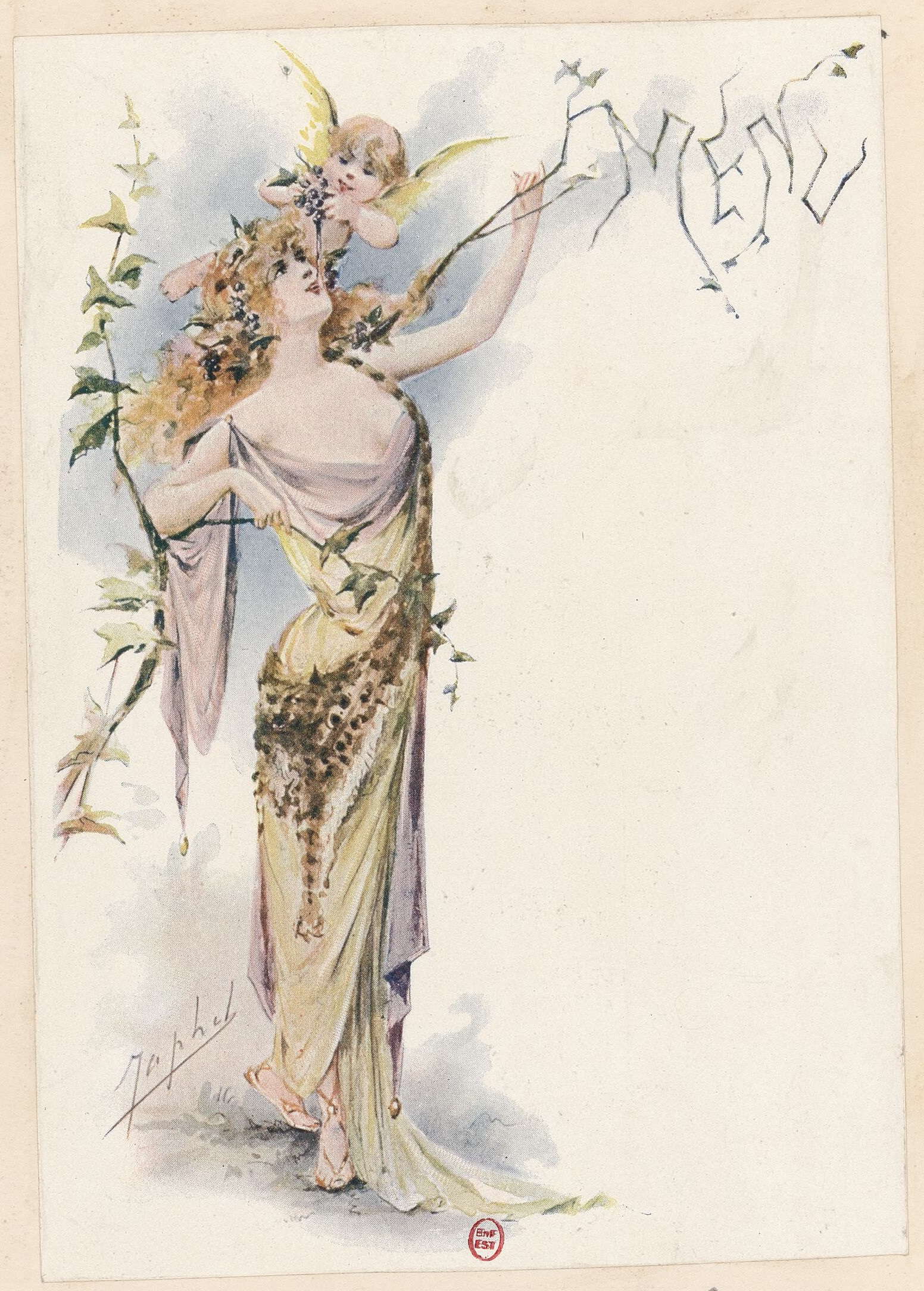
Menu (sans date).